# スーパーH2O
アサヒ スーパーH₂O（アサヒ スーパーエッチツーオー、SUPER H₂O）は、アサヒ飲料が発売しているスポーツドリンク。2005年発売。

## 概要
体より低い浸透圧（ハイポトニック）設計。熱中症対策としてナトリウムが100mlあたり40g含まれている他、カロリーも100mlあたり12kcalとカロリーオフ設計となっている。
発売当初はレーシングドライバーで当時F1に参戦していた佐藤琢磨と共同開発したことをセールスポイントとしていた。

## 製品ラインナップ
2024年現在。かつては缶のものが存在した。
- PET600ml
- PET2L